# José Manuel Núñez Martín
José Manuel Núñez Martín, meglio noto come Chema (La Puebla del Río, 16 settembre 1997), è un calciatore spagnolo, centrocampista del NorthEast Utd.

## Carriera
Ha giocato nella seconda divisione spagnola.